# رولز-رویس فانتوم ۴
رولز-رویس فانتوم چهار (به انگلیسی: Rolls-Royce Phantom IV) خودرویی است که از سال ۱۹۵۰ تا ۱۹۵۶ توسط شرکت رولز-رویس لیمیتد و در کشور انگلستان تولید شده‌است. طراحی آن خودروهای موتور جلو-محور عقب بوده است. سیستم جعبه‌دندهٔ آن ۴ دنده به صورت جعبه‌دنده دستی بود.